# Борозни Дарвіна
Бо́розни Да́рвіна (лат. Rimae Darwin) — система довгих вузьких неглибоких западин на поверхні Місяця протяжністю близько 143 км, частина з яких перетинають північно-східну зону каратера Дарвін. Назву було затверджено Міжнародним астрономічним союзом у 1964 році.
Селенографічні координати 19°18′ пд. ш. 69°30′ зх. д. / 19.3° пд. ш. 69.5° зх. д..
Назва борозен походить від розташованого неподалік кратера Дарвін, який у свою чергу був названий на честь англійського натураліста і мандрівника Чарлза Дарвіна (1809—1882).